# Тимельовець китайський
Тимельове́ць китайський (Pterorhinus chinensis) — вид горобцеподібних птахів родини Leiothrichidae. Мешкає в Південно-Східної Азії і Південному Китаї.

## Опис
Довжина птаха становить 23-30 см. Верхня частина тіла коричнювато-сіра. Голова, горло і верхня частина грудей чорні, на щоках і лобі білі плями. Нижня частина тіла темно-сіра. Представники підвиду P. c. monachus мають менші розміри, нижня частина тіла у них коричнювато-сіра, білі плями на скронях відсутні.

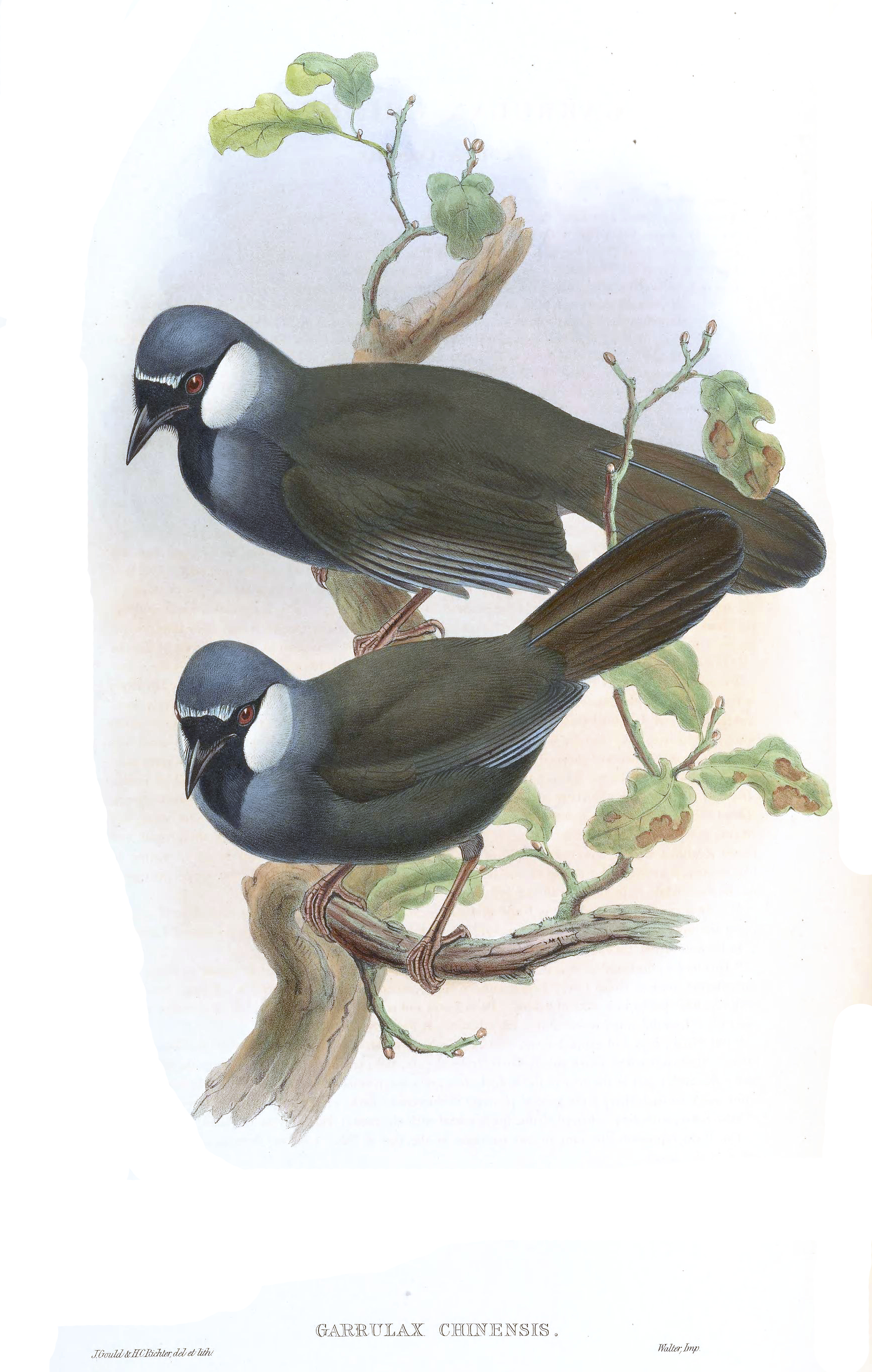
Китайський тимельовець

## Підвиди
Виділяють п'ять підвидів:
- P. c. lochmius (Deignan, 1941) — південний захід Юньнаню, від східної М'янми до північного Таїланду і північно-західного Лаосу;
- P. c. propinquus (Salvadori, 1913) — південно-східна М'янма і західний Таїланд;
- P. c. germaini (Oustalet, 1890) — південно-східна Камбоджа і південний В'єтнам;
- P. c. chinensis (Scopoli, 1786) — південно-східний Китай і північний Індокитай (за винятком північно-західного Лаосу);
- P. c. monachus (Swinhoe, 1870) — острів Хайнань.

Деякі дослідники вважають підвид P. c. monachus окремим видом Pterorhinus monachus.

## Поширення і екологія
Китайські тимельовці живуть у вологих рівнинних і гірських тропічних лісах, в чагарникових заростях і на заплавних луках. Зустрічаються на висоті до 1525 м над рівнем моря. Живляться переважно комахами, а також насінням. Живуть парами і невеликими зграйками, часто приєднуються до змішаних зграй птахів. Сезон розмноження триває з березня до серпня. Гніздо робиться з бамбука, листя і корінців, розміщується на висоті до 2 м над рівнем моря. В кладці 3-5 яєць.